# Pe-al nostru steag e scris Unire
Pe-al nostru steag e scris Unire este un cântec patriotic dedicat unirii Principatelor Române, Moldova și Țara Românească de la 1859. Muzica îi aparține lui Ciprian Porumbescu, iar versurile lui Andrei Bârseanu. Melodia cântecului este în prezent imnul național al Albaniei.
În 1975 Nicolae Ceaușescu a încercat să introducă acest cântec ca imn național al României cu textul modificat de PCR și titlul schimbat în E scris pe tricolor Unire, dar în final a fost ales ca imn Trei culori.

## Versuri

### Versiunea originală
Pe-al nostru steag e scris unire,

Unire-n cuget și simțiri

Și sub măreața lui umbrire

Vom înfrunta orice loviri.

Acel ce-n luptă grea se teme

El însuși e rătăcitor,

Iar noi uniți în orice vreme

Am fost, vom fi învingători.

Am înarmat a noastră mână

Ca să păzim un scump pământ,

Dreptatea e a lui stăpână,

Iar domn e adevărul sfânt.

Și-n cartea veșniciei scrie

Că țări și neamuri vor pieri,

Dar mândra noastră Românie

Etern, etern va înflori.

### Versiunea reeditată de PCR
E scris pe tricolor Unire,

pe roșu steag liberator.

Prin lupte sub a lor umbrire,

spre comunism urcăm în zbor.

Acel ce-n luptă grea se teme,

nu stă între învingători.

Iar noi, uniți în orice vreme,

am fost, vom fi biruitori!

Viteji, străbunii apărară,

de veacuri românesc meleag.

Noi nu răbdăm dușmani în țară,

primim prietenii cu drag.

În cartea comunistă scrie,

că asuprirea va pieri.

Prin noi, iubita Românie,

liberă în veci va inflori!

Stăpîn pe-al său destin poporul,

de viață dreaptă făurar.

Clădește falnic viitorul,

Urmînd partidul, unic far.

Tu, Românie socialistă,

În lume mîndră vei sui.

În era nouă, comunistă,

etern, etern vei dăinui! 